# Grindelia robinsonii
Grindelia robinsonii là một loài thực vật có hoa trong họ Cúc. Loài này được Steyerm. mô tả khoa học đầu tiên năm 1934.